# مگس‌های ریزجثه
مگس‌های ریزجثه (نام علمی: Nymphomyiidae) نام یک تیره از فروراسته بال‌توری‌ریختان است.